# Граник (митологија)
Граник (грч. Granikos, лат. Granicus) је бог истоимене реке у Мизији, отац нимфе Алексиреје, која је имала сина Есака са тројанским краљем Пријамом.